# Condado de Wright (Minnesota)
O Condado de Wright é um dos 87 condados do estado americano de Minnesota. A sede do condado é Buffalo, e sua maior cidade é Buffalo. O condado possui uma área de 1 850 km² (dos quais 139 km² estão cobertos por água), uma população de 89 986 habitantes, e uma densidade populacional de 53 hab/km² (segundo o censo nacional de 2000). O condado foi fundado em 1855.